# کریسمس بدون تو (ترانه ایوا مکس)

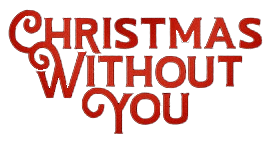
پوستر آهنگ "کریسمس بدون تو" از خواننده آمریکایی ایوا مکس.

«کریسمس بدون تو» (به انگلیسی: Christmas Without You) ترانه ای از خواننده آمریکایی ایوا مکس است که از طریق آتلانتیک رکوردز در ۱۵ اکتبر ۲۰۲۰ منتشر شد. ترانه توسط توسط مکس، جسی آیچر، سم مارتین و تهیه‌کنندگان جیان استون و سیرکوت نوشته شده‌است. .

## پذیرش انتقادی
رادیو ای‌بی‌سی نیوز اظهار داشت که «کریسمس بدون تو» یک موسیقی کریسمس پرشور، ضرب و با صدای یکپارچه است. جرت فرانکلین که برای نشریات موسیقی نشویل کار می‌کند نوشت، متذکر شد که آوازهای مکس در این ترانه قویتر می‌شوند و در نهایت با گستره صوتی سوت در مقایسه با ماریا کری به اوج خود می‌رسند.

## دست‌اندرکاران
دست‌اندرکاران برگرفته شده از تیدال.
- ایوا مکس – آواز، ترانه‌نویس
- سیرکوت – production, engineering, songwriting, instruments, keyboards, programmer
- Gian Stone – production, بیس، engineering, instruments, کیبوردز، programmer, ترانه‌نویس
- Jesse Aicher – ترانه‌نویس
- سم مارتین – ترانه‌نویس
- Rafael Fadul – engineering
- Mark Schic – گیتار
- Kurt Thum – keyboard
- Chris Gehringer – mastering
- Serban Ghenea – mixing
- John Hanes – میکسر، engineering
- Yasmeen "YAS" Al-Mazeedi – strings